# Užovka červenokrká
Užovka červenokrká (Rhabdophis subminiatus) je jedovatá polovodní (semiakvatická) užovka žijící v jižní a jihovýchodní Asii. Rozlišují se dva poddruhy Rhabdophis subminiatus helleri (Schmidt, 1925) a Rhabdophis subminiatus subminiatus (Schlegel, 1837).

## Popis
Měří obvykle 60 cm až 90 cm, výjimečně až 110 cm. Tělo je z největší části olivové nebo zelené s černým a žlutým síťovaným vzorem, který dozadu mizí. Hlava je oddělena žlutým a černým pruhem. Oči jsou výrazné. V zadní části horní čelisti má prodloužené zuby.

## Jedovatost

Užovka červenokrká z lokality Ban Khun Klang v severním Thajsku

Užovka červenokrká má Duvernoyovu žlázu (pojmenovaná podle francouzského zoologa Georgese Louise Duvernoye), kterou má 30–40 % užovek čeledi Colubridae. Ta produkuje toxin, ovšem není napojená na duté zuby jako u evolučně vyspělejších hadů, například chřestýšovitých, ale do rány se dostává při skusu spolu se slinami. Odborníci soudí, že žláza primárně neslouží k zabíjení kořisti; její funkce ještě nejsou zcela prozkoumány.
V ohrožení se brání zploštěním krku. V minulosti se herpetologové domnívali, že jde o napodobení krčního límce mnohem nebezpečnějších kober, později se však ukázalo, že tento druh užovky má v těchto místech řasu 1,5–2,5 mm velkých žlázek. Zploštěním krku a napnutím kůže se na povrch dostane velmi dráždivý sekret, který odradí případného útočníka od pozření uloveného jedince. Ač jsou při kousnutí zapojeny hlavně přední zuby, může kousnutí zadními zuby vést až k usmrcení člověka. Jed způsobuje vnitřní krvácení.

## Biologie

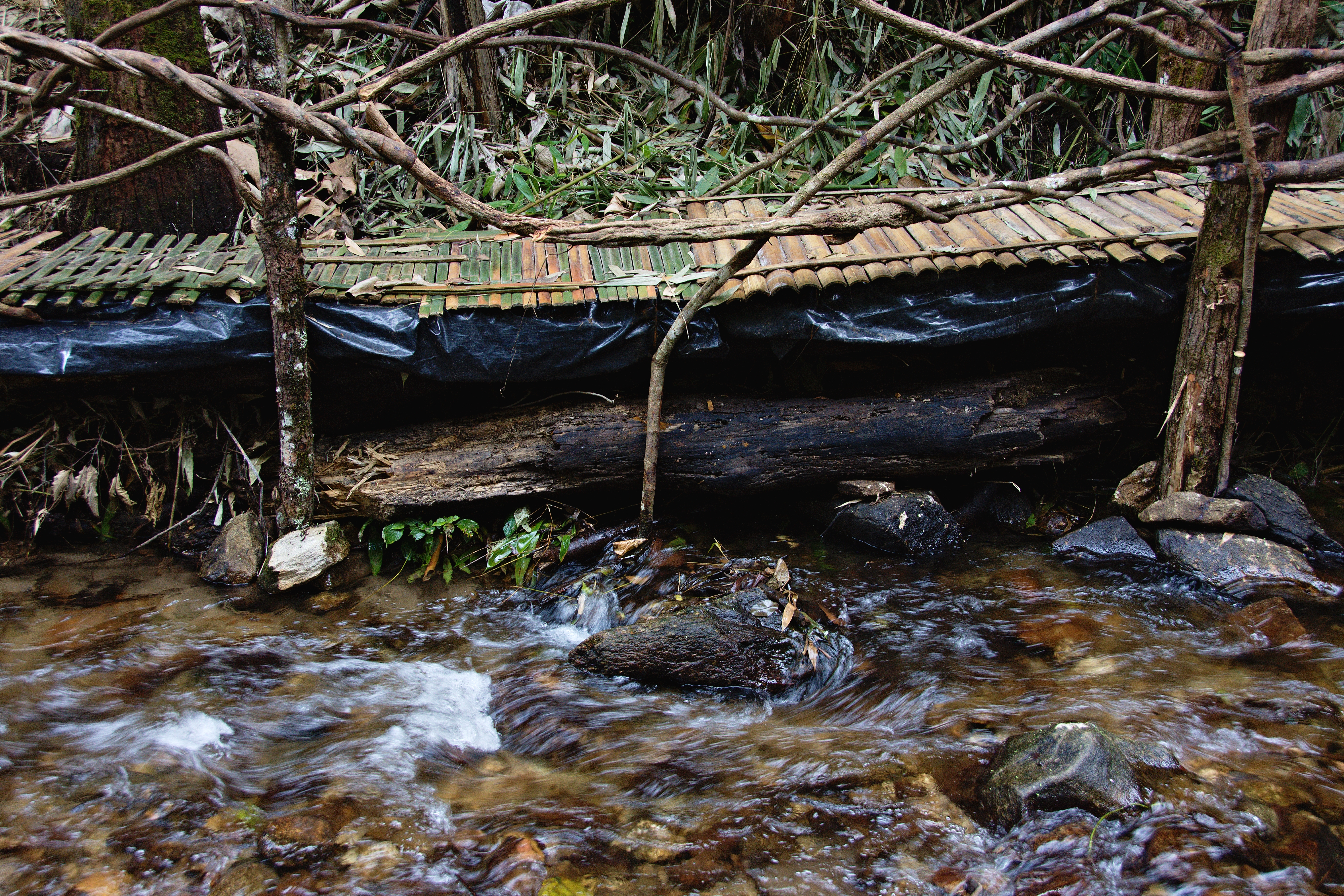
Ban Khun Klang – botanická zahrada věnovaná stromovým orchidejím v severním Thajsku, která je lokalitou užovky červenokrké

Zdržuje se v lesnatých biotopech většinou poblíž vody (rybníky, říčky, horské bystřiny), kde nachází potravu. Zároveň je možné na něj narazit v zamokřených rýžových polích. Vyznačuje se celodenní aktivitou. Živí se především rybami a žábami. Druh je vejcorodý, samice klade až 14 vajec.

## Rozšíření
Druh žije v jihovýchodní Asii (Vietnam, Thajsko, Kambodža, Laos, Myanmar, Malajsie, Indonésie), ale i v Indii a Číně. Rozšíření zasahuje až do Bangladéše, Bhútánu a Nepálu. Mezinárodní svaz ochrany přírody (IUCN) vede druh jako málo dotčený se stabilní populací.

## Etymologie druhového jména
Druhové jméno subminiatus odkazuje na typické načervenalé zbarvení (miniatus = šarlat, vermilion), které může být omezeno na krk (viz fotografie vpravo). Jméno poddruhu helleri je na počest amerického zoologa Edmunda Hellera.